# Nathalie Blomqvist
Nathalie Blomqvist (* 20. April 2001 in Jakobstad) ist eine finnische Leichtathletin, die im Mittel- und Langstreckenlauf antritt. Aktuell ist sie Inhaberin des Landesrekordes über 3000 und 5000 Meter.

## Sportliche Laufbahn
Erste internationale Erfahrungen sammelte die Finnlandschwedin Nathalie Blomqvist im Jahr 2017, als sie beim Europäischen Olympischen Jugendfestival (EYOF) in Győr in 4:26,98 min den vierten Platz im 1500-Meter-Lauf belegte. Im Jahr darauf belegte sie bei den U18-Europameisterschaften ebendort in 4:25,20 min den siebten Platz und nahm im Herbst an den Olympischen Jugendspielen in Buenos Aires teil, bei denen sie auf Rang sechs gelangte. 2019 wurde sie bei den U20-Europameisterschaften in Borås in 9:32,44 min Vierte im 3000-Meter-Lauf und im Dezember erreichte sie bei den Crosslauf-Europameisterschaften in Lissabon nach 15:04 min Rang 25 in der U20-Wertung. Bei den Crosslauf-Europameisterschaften 2021 in Dublin lief sie nach 21:31 min auf Rang 14 im U23-Rennen ein. Im Jahr darauf schied sie bei den Weltmeisterschaften in Eugene mit 4:11,98 min in der Vorrunde aus und kam anschließend bei den Europameisterschaften in München mit 4:14,90 min nicht über den Vorlauf hinaus. Im Dezember gelangte sie bei den Crosslauf-Europameisterschaften in Turin nach 20:53 min auf den siebten Platz im U23-Rennen. 
2023 schied sie bei den Halleneuropameisterschaften in Istanbul mit 4:10,91 min im Vorlauf über 1500 Meter aus. Im Juni gelangte sie bei der 1. Liga der Team-Europameisterschaft, die im Zuge der Europaspiele in Chorzów stattfanden, mit 4:17,10 min auf den 14. Platz und belegte anschließend bei den U23-Europameisterschaften in Espoo in 4:10,74 min den fünften Platz. Kurz darauf schied sie bei den Weltmeisterschaften in Budapest mit 4:06,93 min in der ersten Runde aus. Im Dezember gewann sie bei den Crosslauf-Europameisterschaften in Brüssel in 27:06 min die Bronzemedaille im U23-Rennen hinter der Britin Megan Keith und ihrer Landsfrau Ilona Mononen. Im Jahr darauf stellte sie in Oslo mit 8:32,23 min einen neuen Landesrekord über 3000 Meter auf und kurz darauf belegte sie bei den Europameisterschaften in Rom in 14:44,72 min den fünften Platz über 5000 Meter und stellte auch damit einen neuen Landesrekord auf. Im August gelangte sie bei den Olympischen Sommerspielen in Paris mit 14:53,10 min im Finale auf den 13. Platz.
2022 wurde Blomqvist finnische Meisterin im 1500-Meter-Lauf im Freien sowie 2020 und 2023 in der Halle. Zudem wurde sie 2020 Hallenmeisterin über 800 Meter sowie 2024 über 3000 Meter. 2024 wurde sie Landesmeisterin über 5000 Meter.
Anfang 2025 wurde sie mit Finlandssvenska bragdmedaljen ausgezeichnet, einer Ehrung für Sportler des Jahres in Svenskfinland.

## Persönliche Bestleistungen
- 800 Meter: 2:07,62 min, 4. August 2019 in Lappeenranta
  - 800 Meter (Halle): 2:10,69 min, 24. Februar 2018 in Kuortane
- 1500 Meter: 4:04,76 min, 25. Mai 2024 in Tomblaine
  - 1500 Meter (Halle): 4:09,10 min, 11. Februar 2024 in Bærum
- 3000 Meter: 8:32,23 min, 30. Mai 2024 in Oslo (finnischer Rekord)
  - 3000 Meter (Halle): 9:14,13 min, 20. Februar 2022 in Kuopio
- 5000 Meter: 14:44,72 min, 7. Juni 2024 in Rom (finnischer Rekord)